# Mjókó (sopka)
Mjókó je název neaktivního stratovulkánu, nacházejícího se na japonském ostrově Honšú, nedaleko pobřeží Japonského moře, jihozápadně od stejnojmenného města. Masiv sopky je součástí národního parku Jošinecu Kogen. Vrchol je tvořen 3 km širokou kalderou, která vznikla ve čtyřech fázích před 300000 lety. Fáze měnily (petrologické složení) od čediče přes andezity až po dacity. V historické době nebyly zaznamenány žádné erupce, ale v okolí vulkánu jsou aktivní fumaroly.